# Халлинк, Мария
Мария Халлинк (нидерл. Marie Hallynck; род. 1973, Турне) — бельгийская виолончелистка.
Училась в Париже у Рены Флашо и в Брюссельской консерватории у Эдмона Барта, затем совершенствовалась в США у Яноша Штаркера и в Штутгартской Высшей школе музыки у Натальи Гутман. Лауреат ряда бельгийских музыкальных конкурсов и премий. В 2000 г. дебютировала на сцене Карнеги-холла и выступила в качестве солистки с Берлинским филармоническим оркестром. В 2002 г. была объявлена «Музыкантом года» по версии Бельгийского союза музыкальных критиков. Среди основных записей Халлинк — концерты Анри Вьётана и Йозефа Йонгена, пьесы Шумана и Грига (с пианистом Седриком Тибергьяном), трио Дмитрия Шостаковича (со скрипачом Графом Муржей) и др.